# Edom

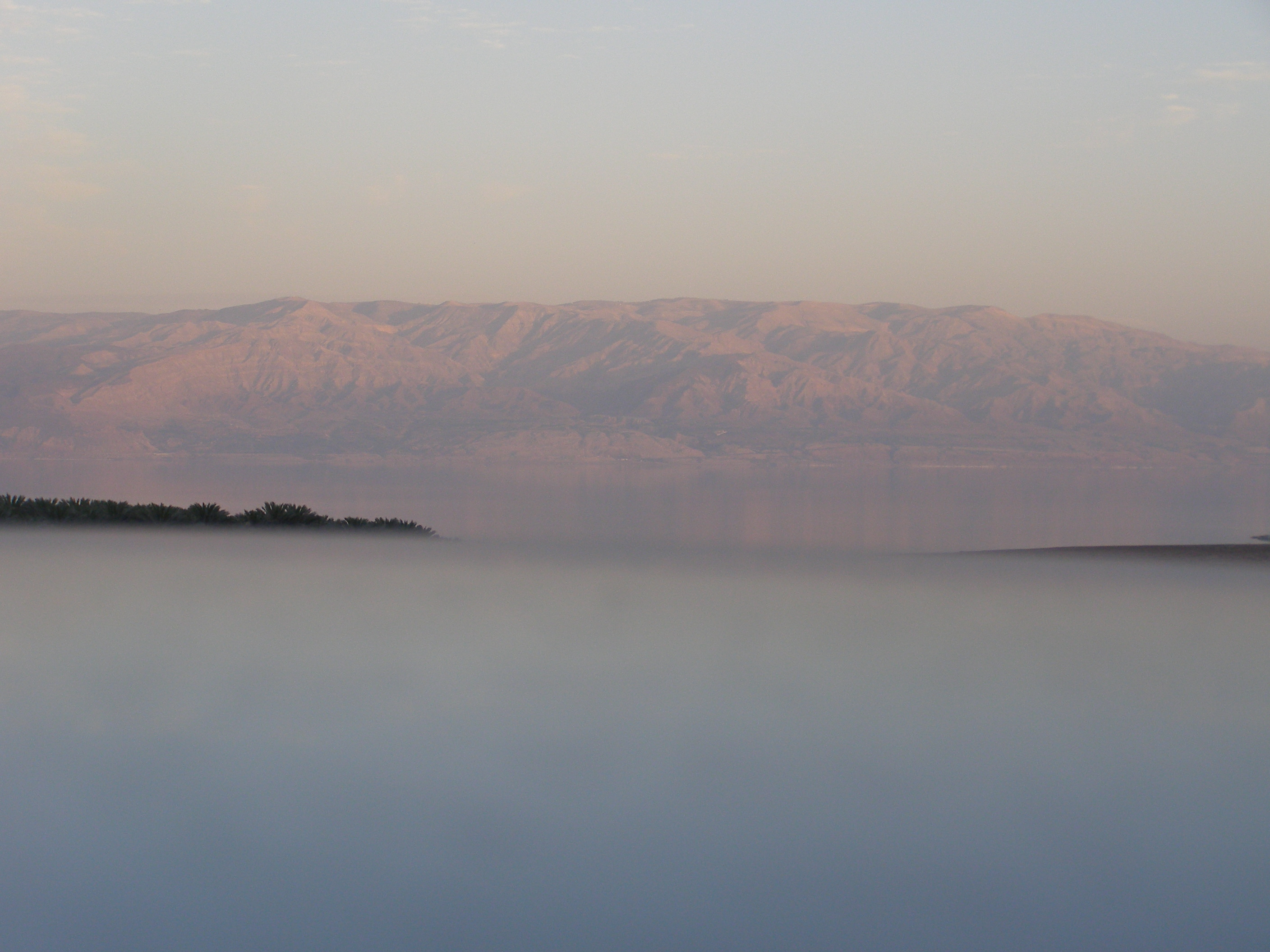
Bergen van Edom, gezien over de Dode Zee

Edom (Hebreeuws אֱדוֹם 'Edôm) is het gebied waar in de oudheid de Edomieten woonden. In Assyrische bronnen wordt het gebied Udumi genoemd. In de Grieks-Romeinse periode heette het gebied Idumea (Oudgrieks Ἰδουμαία (Idoumaía); Latijn Idumaea).

## Naam en gebied
De naam Edom betekent vermoedelijk 'rood'. Gewoonlijk brengt men dit in verband met de bergen van roodachtige zandsteen in het gebied ten zuiden van de Dode Zee. Mogelijk is er ook een verband met de betekenis van de naam van Esau, die volgens het Bijbelboek Genesis de stamvader was van de Edomieten. Esau was 'rossig' en 'daarom noemden zij hem Esau' (Gen 25:25). Volgens Gen 25:30, werd Esau ook Edom genoemd omdat hij verlangde naar de rode linzensoep van Jakob.
Het gebied dat als Edom wordt aangeduid, is door de tijd heen niet altijd hetzelfde geweest. Rond 600 v.Chr., toen het Edomitische rijk op zijn hoogtepunt was, besloeg het het gebied ten Zuiden van de Dode Zee, tot aan de Golf van Akaba. In de Grieks-Romeinse periode was dit gebied grotendeels in handen van de Nabateeërs en besloeg (het toen zo genoemde) Idumea het Zuidelijk deel van wat eerder het Koninkrijk Juda geweest was.

## Geschiedenis tot de Perzische periode

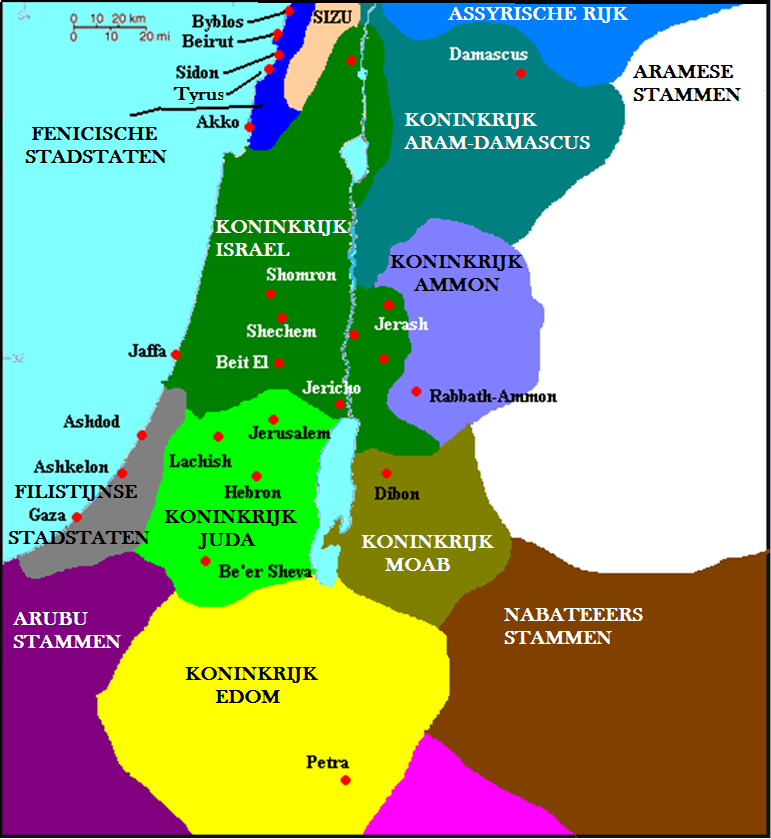
De Levant rond 830 v.Chr.
Geel: Edom

De oudst bekende verwijzing naar Edom staat in een Egyptische bron uit de tijd van farao Merenptah (ca. 1213 - 1203 v.Chr.). De Edomieten worden hier terloops genoemd als een groep met elkaar verbonden bedoeïenenstammen.
De Hebreeuwse Bijbel stelt dat de Edomieten afstammen van Esau, de oudere broer van Jakob en neemt een lijst op met stamhoofden uit de periode kort na Esau. De voornaamste bron voor Edom in deze periode is de Hebreeuwse Bijbel, waar de Edomieten nogal eens als tegenstanders van de Israëlieten naar voren komen.
Ten tijde van de Israëlitische koningen David en Salomo was Edom een vazalstaatje van het Israëlitische koninkrijk. Tegen het einde van Salomo's regering kwamen de Edomieten weliswaar in opstand, maar korte tijd later werden zij toch opnieuw een vazal van het inmiddels ontstane Koninkrijk Juda.
Rond 850 v.Chr. kwamen de Edomieten nogmaals tegen de Israëlieten in opstand, nu met meer succes. Zo ontstond een onafhankelijk Edomitisch koninkrijk. Over deze periode is niet veel bekend.
In 732 v.Chr. maakte Tiglat-Pileser III een einde aan de onafhankelijkheid en werd Edom een vazal van Assyrië. Uit opgravingen blijkt echter dat Edom juist in deze periode tot zijn grootste bloei kwam, vermoedelijk vooral doordat de handelsroutes vanuit Damascus naar het Zuiden door het gebied van Edom liepen. Rond deze tijd was Petra de belangrijkste Edomitische stad.
De val van het Assyrische rijk betekende opnieuw onafhankelijkheid voor Edom, maar niet voor lang: in 605 v.Chr. plaatste Nebukadnessar Edom onder Babylonisch bestuur. Als bondgenoten van de Babyloniërs waren de Edomieten betrokken bij de verwoesting van Jeruzalem in 586 v.Chr. Als trouw vazal had Edom aanvankelijk zelf niet te lijden onder de Babyloniërs. Dit veranderde toen de Babylonische koning Nabonidus rond 555 v. Chr. op zijn campagne in het westen van zijn rijk de Edomieten aanviel en vrijwel geheel vernietigde of in slavernij afvoerde. Alleen enkele arme Edomieten overleefden dit. Daardoor konden tussen de 6e en de 4e eeuw Arabische stammen en vooral de Nabateeërs de overgebleven Edomieten steeds verder naar het westen drijven, zodat de kern van Edom door hen werd overgenomen. De profetie van de Israëlitische profeet Obadjah was hiermee vervuld circa 30 jaar nadat hij het had uitgesproken.
De Mesopotamiërs hadden het gebied van de Edomieten de naam Udumi gegeven en die naam bleef gehandhaafd. Uit de periode na de aanval van Nabonidus en uit de tijd van de Perzische overheersing is niet veel bekend over Edom of de Edomieten. Wel lijkt het erop dat het voormalige gebied van de Edomieten Udumi pas laat in het Perzische bestuurssysteem werd opgenomen. De Grieken en Romeinen die later het gebied veroverden gaven het gebied de naam Idumea afgeleid van de oude Mesopotamische naam. De Edomieten waren echter toen als volk al uit de geschiedenis verdwenen.

## Idumea

### Gebied en bevolking

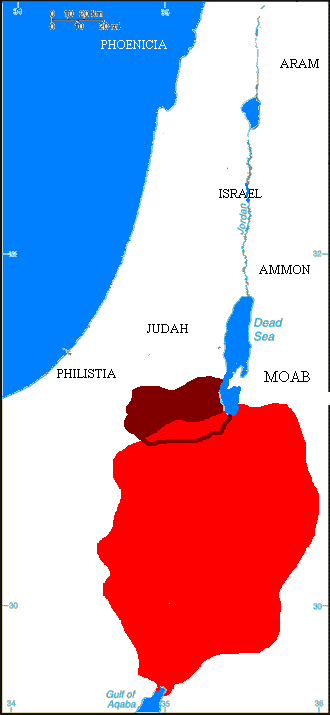
lichtrood: Edom rond 600 v.Chr.
donkerrood: Idumea

Met betrekking tot de Grieks-Romeinse periode spreekt men gewoonlijk niet meer van Edom, maar van Idumea. Het Idumea uit deze periode is maar een klein gebied vergeleken met de omvang die het Edomitische rijk eerder in de geschiedenis had (zie kaartje). Het was echter wel strategisch gelegen: de belangrijke Oost-West route tussen het rijk van de Nabateeërs en de havensteden Gaza, Askelon en Asdod liep door het gebied, alsmede enkele Noord-Zuid handelsroutes. De belangrijkste steden in het Idumea uit deze periode waren Hebron, Marisa, Adora en Betabris. De bevolking van Idumea bestond naast Edomieten onder meer uit Joden, Feniciërs en Nabateeërs.

### Idumea onder dediadochen
Idumea kwam onder Grieks bestuur door de veroveringen van Alexander de Grote. Na zijn dood was Idumea aanvankelijk onderdeel van het rijk van de Ptolemaeën, maar rond 198 v.Chr. werd het gebied ingelijfd bij het Seleucidische rijk als gevolg van de veroveringen van Antiochus III. Zowel de Ptolemaeën als de Seleuciden bestuurden Idumea via gouverneurs.
Tijdens het begin van de Makkabeese opstand was het vooral vanuit Idumea dat de Seleuciden Judas Makkabeüs en zijn broers bestreden, vooral onder gouverneur Lysias. Dit kon echter niet voorkomen dat Judas' broer Simon uiteindelijk de onafhankelijke Joodse Hasmonese staat stichtte.

### Idumea onder de Hasmoneeën
In 129 v.Chr. veroverde de Hasmonese koning Johannes Hyrkanus Idumea. Daarbij dwong hij de niet-Joodse bevolking van Idumea zich te laten besnijden en toe te treden tot het Jodendom. Vanaf dat moment bleef Idumea deel van het Hasmonese rijk zolang dit bestond. Ook de Hasmoneeën bestuurden Idumea via gouverneurs. Uit deze periode zijn twee gouverneurs met name bekend:
- Antipater, benoemd door Alexander Janneüs. Hij stamde uit een oud Idumees geslacht.
- Zijn zoon Antipater was gouverneur in de nadagen van de Hasmonese staat, onder Hyrkanus II.

### Idumea als onderdeel van Judea
In 63 v.Chr. maakte de Romeinse generaal Pompeius een einde aan de onafhankelijke Hasmonese staat. Hyrkanus II werd door Pompeius aangesteld als vazalkoning over Judea, waartoe hij ook Idumea rekende. Antipater bleef gouverneur van Idumea en was Hyrkanus' belangrijkste adviseur. Antipater wist zijn invloed echter snel te vergroten en toen na de opstand van de Hasmoneeër Antigonus de rol van Hyrkanus II was uitgespeeld, was het niet een Hasmoneeër die door de Romeinen als nieuwe vazalkoning werd aangesteld, maar Herodes de Grote, de zoon van Antipater, die het koningschap kreeg over het Joodse land. Hoewel Herodes zijn residentie had in Jeruzalem, bleef hij gedurende heel zijn leven Idumea als zijn belangrijkste machtsbasis zien. Herodes stelde Costobarus (de man van zijn zuster Salomé) aan als gouverneur over Idumea.
Ook na de dood van Herodes de Grote bleven de Romeinen Idumea zien als deel van Judea, zowel in tijden dat Judea een vazalstaat was onder een Herodiaanse koning als in tijden dat Judea een provincia was. Idumea bleef telkens bestuurd door gouverneurs, die verantwoording verschuldigd waren aan de koning, prefect of procurator over Judea.

### Ondergang van Idumea
In de Joodse Opstand (66-70 na Chr.) koos Idumea de zijde van de Zeloten, die leiding gaven aan de opstand tegen de Romeinen. Op verschillende momenten tijdens de opstand kwamen Idumeese troepen de Zeloten in Jeruzalem te hulp. Tegelijkertijd waren er in deze periode ook bendes die profiteerden van de anarchie en plunderend door Idumea trokken, waardoor veel Idumeeërs hun toevlucht in Jeruzalem zochten.
Op bevel van Vespasianus, die door keizer Nero naar Judea was gestuurd om de opstand neer te slaan, werden in Idumea grote verwoestingen aangericht en werd de Idumeese bevolking gedecimeerd (plm. 68 na Chr.). Na de val van Jeruzalem (70 na Chr.) wordt in de historische bronnen geen melding meer gemaakt van Idumea. Het gebied is opgegaan in Judea en van het volk van de Edomieten/Idumeeërs is geen sprake meer.